# 라흐호

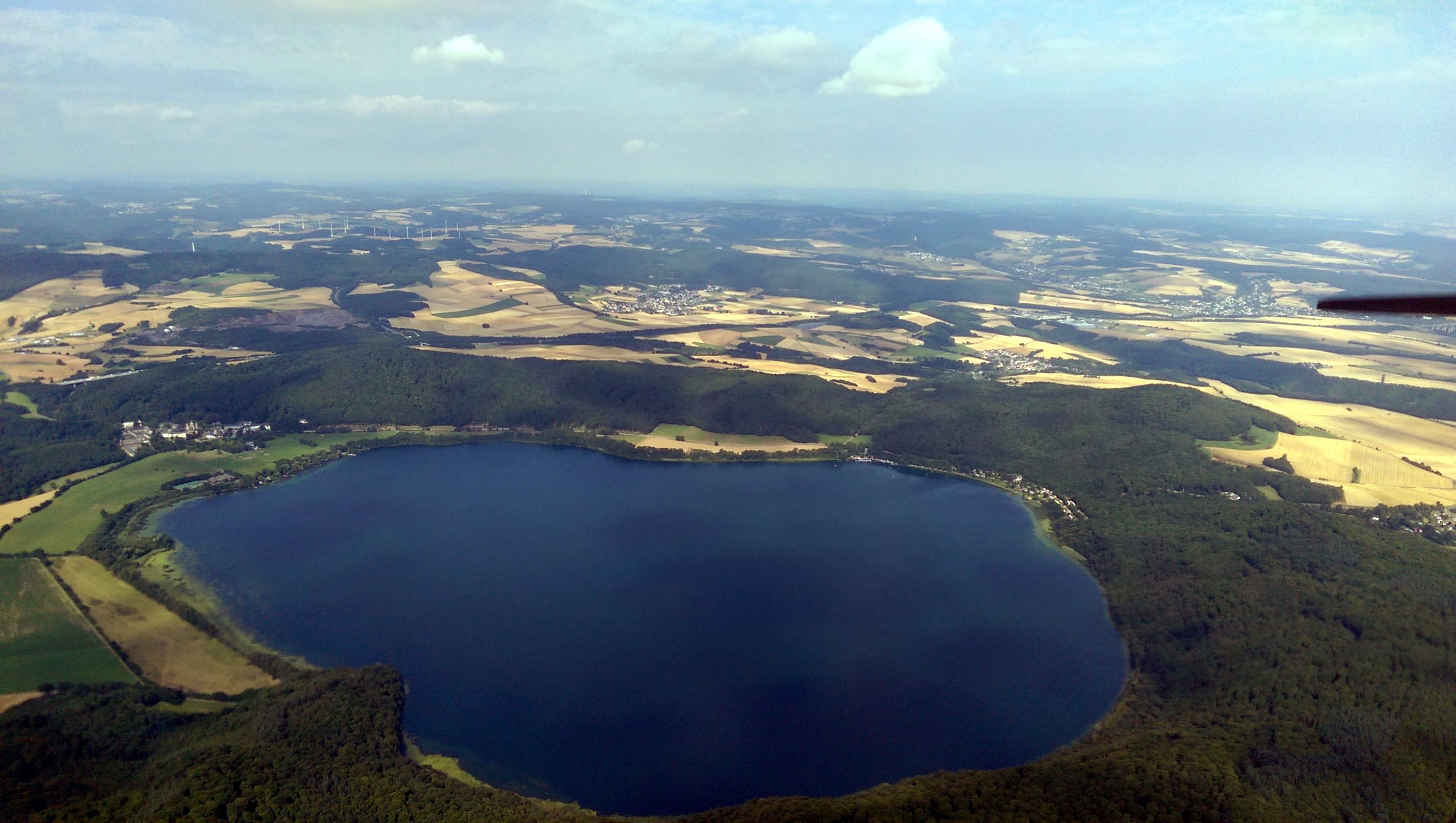
화산호의 모습

라흐호(Laacher See, Lake Laach, Laach Lake)는 독일 라인란트팔츠주에 위치한 지름 2km(1.2마일)의 화산호로, 코블렌츠에서 북서쪽으로 약 24km(15마일), 본에서 남쪽으로 37km(23마일), 안더나흐에서 서쪽으로 8km(5.0마일) 떨어져 있다. 아이펠 산맥에 위치하며, 더 큰 화산 아이펠 내 동아이펠 화산 지대의 일부이다. 이 호수는 기원전 약 13,000년 전 플리니식 분화로 형성되었으며, 화산 폭발 지수(VEI)는 6으로, 1991년 피나투보 분화와 같은 수준이다. 호수 남동쪽 기슭에서 모페타(mofetta) 형태로 관찰되는 화산 분출은 휴화산 활동의 징후이다.

## 설명
이 호수는 타원형이며 높은 제방으로 둘러싸여 있다. 용암은 로마 시대부터 곡물을 갈기 위한 철 롤러가 도입될 때까지 맷돌을 만드는 데 사용되었다. 호수에는 자연적인 배출구가 없기 때문에 수위는 상당히 오르내린다.
서쪽에는 베네딕토회 마리아 라흐 수도원(Abbatia Lacensis)이 있다. 1093년 룩셈부르크가의 하인리히 2세 라흐(Henry II of Laach)가 세웠으며, 라인 강 초대 팔츠 백작이기도 했다.
제2차 세계 대전 중 핼리팩스 폭격기 한 대가 격추되어 호수에 추락하여 바닥에 가라앉았다.